# Markus Kästle
Markus Kästle (* 30. November 1982 in München) ist ein deutscher Hörfunkmoderator und Sprecher.

## Leben
Markus Kästle begann mit 14 Jahren seine ersten Jugendsendungen beim Aus- und Fortbildungskanal afk M94.5 in München. Seine weiteren Stationen waren von 1999 bis 2004 und 2006 bis 2011 Radio Gong  96,3 in München sowie Star FM in Nürnberg und Berlin von 2004 bis 2006. Ab 2011 war er Moderator bei Antenne Bayern. Parallel dazu arbeitet Markus Kästle seit 2008 als freiberuflicher Sprecher.
Seine Stimme ist in zahlreichen Fernseh- und Hörfunkwerbespots sowie Dokumentationen und Reportagen zu hören. Darüber hinaus ist Markus Kästle unter anderem Station Voice bei Antenne Bayern, NDR 2, Radio 7, MDR Sachsen-Anhalt und LoungeFM. Außerdem ist Markus Kästle Stammsprecher für Dokumentationen und Trailer beim deutschen Pay-TV-Sender Sky. 